# Hrvatski malonogometni kup 2017./18.
Hrvatski malonogometni kup za sezonu 2017./18. Natjecanje je osvojio "Split Tommy".

## Rezultati

### Kvalifikacije
Regija Istok 
 Regija Jug
 Regija Sjever

### Osmina završnice
Susreti su igrani od 9. do 18. veljače 2018.

| klub1                | rez.         | klub2                       | napomene, izvještaji                            |
| -------------------- | ------------ | --------------------------- | ----------------------------------------------- |
| Aurelia Vinkovci     | 3:0 p.f.     | Nacional Zagreb             | Nacional odustao                                |
| Rab                  | 1:10         | Split Tommy                 | [ 5 ]                                           |
| Murter               | 3:5          | Futsal Dinamo Zagreb        | [ 5 ]                                           |
| Alumnus Zagreb       | 4:0          | Uspinjača Zagreb            | [ 5 ]                                           |
| Našice               | 3:2          | Porto Tolero Ploče          | [ 6 ]                                           |
| Torcida Split        | 4:0          | Kijevo Knin                 | [ 6 ]                                           |
| Vrgorac              | 2:0          | Novo Vrijeme Apfel Makarska | [ 7 ]                                           |
| Petrinjčica Petrinja | 5:5, 3:2 pen | Square Dubrovnik            | Petrinjčica se plasirala ukupnim rezultatom 8:7 |

### Četvrtzavršnica
Susreti su igrani 27. i 28. veljače 2018.
| klub1                | rez. | klub2                | napomene, izvještaji |
| -------------------- | ---- | -------------------- | -------------------- |
| Split Tommy          | 10:0 | Aurelia Vinkovci     | [ 10 ]               |
| Vrgorac              | 2:1  | Torcida Split        | [ 10 ]               |
| Futsal Dinamo Zagreb | 9:1  | Alumnus Zagreb       | [ 11 ]               |
| Našice               | 8:5  | Petrinjčica Petrinja | [ 12 ]               |

### Završni turnir
Final four turnir održan u Našicama 24. i 25. ožujka 2018.

| klub1                | rez.          | klub2         | napomene, izvještaji |
| poluzavršnica        | poluzavršnica | poluzavršnica | poluzavršnica        |
| -------------------- | ------------- | ------------- | -------------------- |
| Split Tommy          | 5:0           | Našice        | [ 16 ]               |
| Futsal Dinamo Zagreb | 1:5           | Vrgorac       | [ 17 ]               |
|                      |               |               |                      |
| završnica            |               |               |                      |
| Split Tommy          | 3:2           | Vrgorac       | [ 18 ]               |

## Poveznice
- crofutsal.com, Hrvatski malonogometni kup
- 1. HMNL 2017./18.
- 2. HMNL 2017./18.